# Nicolas Sansu

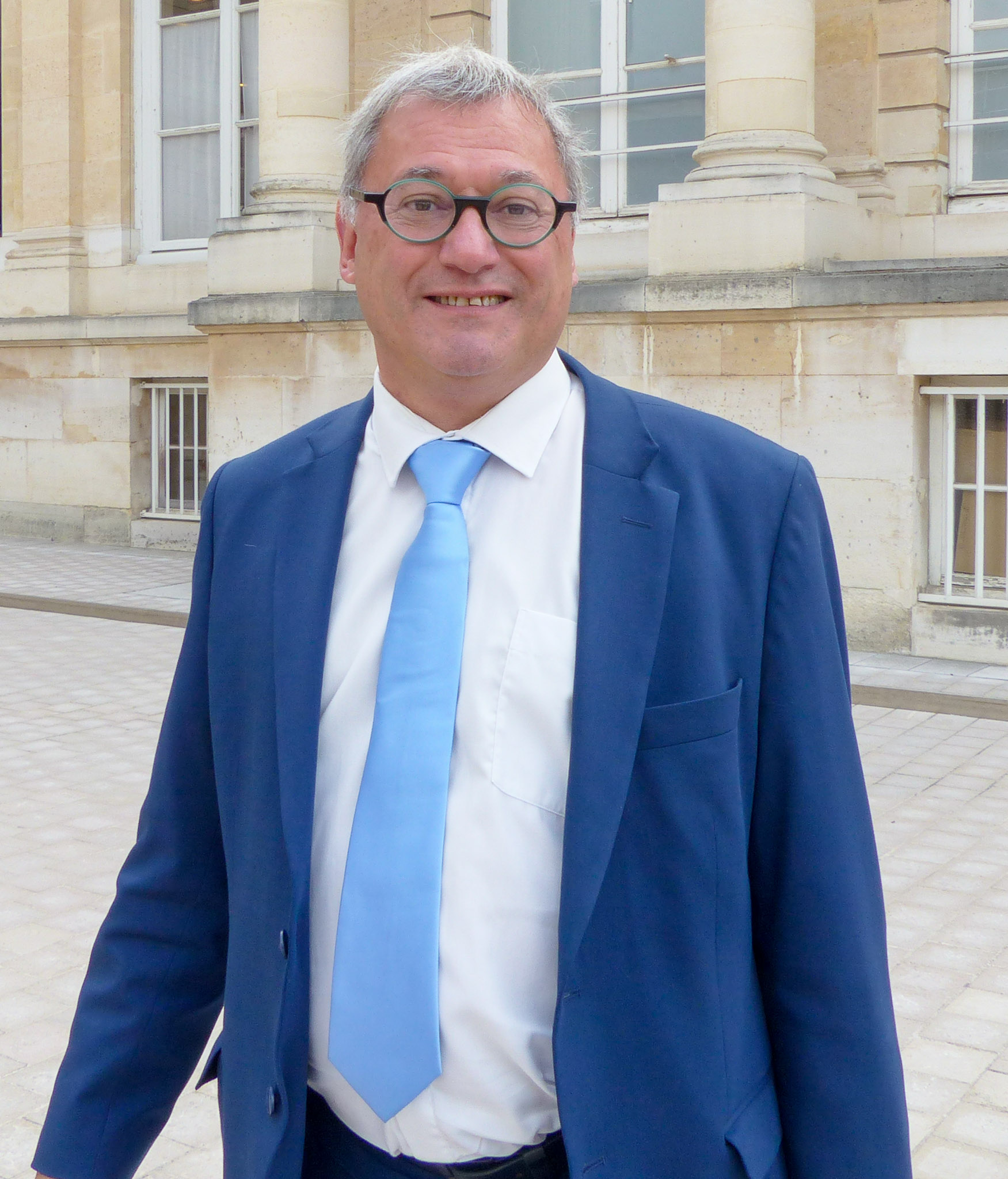
Nicolas Sansu, 2024

Nicolas Sansu (* 17. Juni 1968 in Vierzon) ist ein französischer Politiker. Er ist seit 2012 Abgeordneter der Nationalversammlung.
Sansu, Mitglied der Parti communiste français, begann 2001 mit dem Einzug in den Stadtrat von Vierzon seine politische Karriere. 2004 zog er in den Generalrat des Départements Cher ein. Im Jahr 2008 wurde er zum Bürgermeister von Vierzon gewählt. Bei den Parlamentswahlen 2012 trat er im zweiten Wahlkreis des Départements Cher an. In der ersten Runde erreichte er 28,9 % und zog als Erstplatzierter vor der Kandidatin der Parti socialiste in die zweite Runde ein. Weil diese ihren Rückzug erklärte, war er im zweiten Wahlgang der einzige Kandidat. Daher wurde er bei einer Wahlbeteiligung von 33,6 % und rund einem Drittel ungültiger Stimmen mit einem Ergebnis von 100 % gewählt und zog in die Nationalversammlung ein.